# Mumbo Jumbo (álbum de Air Supply)
Mumbo Jumbo es un álbum de estudio de la banda australiana Air Supply, lanzado al mercado en el año 2010.

## Lista de canciones
Todas escritas por Graham Russell, excepto donde se indique.
1. "Setting The Seen" - 5:26
2. "Dance With Me" (Russell, Frankie Moreno) - 5:35
3. "A Little Bit Of Everything" - 3:58
4. "Hold On" - 4:42
5. "A Little Bit More" - 4:48
6. "Alternate Ending" (Russell, Jonni Lightfoot) - 4:36
7. "I Won't Let It Get In The Way" (Russell, Moreno) - 4:19
8. "Why" - 4:12
9. "Me Like You" (Russell, Moreno) - 3:13
10. "Mumbo Jumbo" (Russell, Lightfoot) - 4:02
11. "Faith In Love" - 4:30
12. "Can I Be Your Lover" - 5:18
13. "Lovesex" (Russell, Moreno) - 4:06
14. "Until" (Russell, Moreno) - 3:18

## Créditos
- Russell Hitchcock: voz
- Graham Russell: guitarras, voz, teclados
- Michael Johns: voz
- Sara Hudson: voz